# Julián Pastor
Julián Pastor (Cidade do México, 18 de outubro de 1943 - 24 de agosto de 2015) foi um ator, diretor, cineasta, escritor e roteirista mexicano.

## Filmografia

### Como ator

#### Cinema
- Familia Gang (2013) ....Chico
- El efecto tequila (2010) .... Raymundo
- Arráncame la vida (2008) .... General de arresto
- Lola, la película (2006) ....Director de cine
- La virgen de la lujuria (2001) .... Don Lázaro
- En un claroscuro de la luna (1999) .... Finquero #2
- El coronel no tiene quien le escriba (1999) .... Lugones
- Un baúl lleno de miedo (1997) .... Esteban Estévez
- Principio y fin (1993) .... Luján
- Extraños caminos (1993)
- La tarea prohibida (1992)
- Bandidos (1991)
- Mujer de cabaret (1991)
- Largo camino a Tijuana (1991)
- La sombra del ciprés es alargada (1990)
- Revenge (1990) .... Quiñones
- Herencia maldita (1987)
- Adriana del Río, actriz (1979)
- Cadena perpetua (1979)
- El lugar sin límites (película) (1978)
- Vacaciones misteriosas (1977)
- Maten al león (1977)
- Más negro que la noche (1975) .... Pedro
- Un amor extraño (1975)
- Peregrina (1974)
- El hombre y la bestia (1973) .... Inspector Blanco
- Aquellos años (1973) .... González Ortega
- Los ángeles de la tarde (1972)
- Los perturbados (1972) .... (segmento "La Obsesión")
- El jardín de tía Isabel (1971)
- El juicio de los hijos (1971)
- Para servir a usted (1970)
- La viuda blanca (1970) .... Gustavo Castelar
- Flor de durazno (1970)
- Matrimonio y sexo (1970)
- Tres noches de locura (1970) .... (segmento "Lucía")
- Almohada para tres (1969)
- Siempre hay una primera vez (1969) .... (segmento "Gloria")
- Las impuras (1969)
- Primera comunión (1969)
- Santa (1969)
- Lauro Puñales (1969) .... Carlos
- Los adolescentes (1968)
- Ensayo de una noche de bodas (1968)
- Muchachas, muchachas, muchachas (1968)
- Los recuerdos del porvenir (1968)
- Patsy, mi amor (1968) .... Freddy
- Arrullo de Dios (1967)
- La muerte es puntual (1967)
- El mundo loco de los jóvenes (1966)
- Una señora estupenda (1966) .... Juan
- Sólo para tí (1966) .... Carlos González
- En este pueblo no hay ladrones (1964)

#### Televisão
- La ruta blanca (2012) ....Pedro Zamora
- Salomé (2001) .... Lic. Arango
- Nunca te olvidaré (1999) .... Don Antonio Uribe
- Gente bien (1997) .... Dr. Adolfo Klein
- Retrato de familia (1995) .... Agustín Preciado
- El amor tiene cara de mujer (1971) .... Emilio Suárez
- No creo en los hombres (1969)
- Amor en el desierto (1967)
- Frontera (1967) ....Fredy
- Rocámbole (1966)
- Valeria (1965)

### Como diretor

#### Cinema
- El tesoro de Clotilde (1993)
- Las delicias del Matrimonio (1993)
- Mujer de cabaret (1991)
- Las buenas costumbres (1990)
- Cómodas mensualidades (1990)
- Carta de un sobrino (1987)
- Los fantasmas que aman demasiado (1987)
- Macho y hembras (1987)
- Pasa en las mejores familias (1987)
- El retrato de Anabella (1987)
- Chiquita pero picosa (1986)
- Orinoco (1986)
- El héroe desconocido (1981)
- Morir de madrugada (1980)
- El vuelo de la cigüeña (1979)
- Estas ruinas que ves (1978)
- Los pequeños privilegios (1978)
- La Casta divina (1977)
- El esperado amor desesperado (1976)
- Embajada al Caribe (1975)
- Nuevas opciones (1975)
- La venida del rey Olmos (1975)
- Exposición: En México la mejor inversión (1974)
- Memoria de una exposición (1974)
- Mujeres de México (1974)
- La justicia tiene doce años (1973)

#### Televisão
- El Pasado es mañana (2005)
- Bajo la misma piel (2003)
- El secreto (2001)
- Marisol (1996)
- Ardiente secreto (1978)
- El que sabe, sabe (1981)